# Carreraia
Genre
Carreraia est un genre de diptères nématocères de la famille des Anisopodidae.

## Liste des espèces
Selon GBIF (18 octobre 2024) :
- Carreraia edwardsi (Carrera, 1941)

## Systématique
Le nom valide complet (avec auteur) de ce taxon est Carreraia Corrêa, 1947,,.
Pour GBIF, l'auteur et la date de création de ce genre sont Cole (d) & Pritchard (d), 1964.
Carreraia a pour synonyme :
- Carreraomyia Cole, 1968